# Manuel Gutiérrez (Fußballspieler, 1920)
Manuel Gutiérrez (* 8. April 1920), auch bekannt unter dem Spitznamen La Bruja, ist ein ehemaliger mexikanischer Fußballspieler und -trainer.

## Spieler
Der Verteidiger gehörte bei Einführung der Primera División in der Saison 1943/44 zum Kader des Club América, für den er lange bzw. in mehreren Etappen tätig war: zunächst bis mindestens 1945 und anschließend noch einmal zwischen 1947 und 1951. Danach zumindest (noch einmal) in der Saison 1953/54, in der er mit den Americanistas den Pokalwettbewerb gewann.
Gutiérrez war WM-Teilnehmer 1950 und bestritt für die mexikanische Nationalmannschaft die beiden Vorrundenspiele gegen Jugoslawien (1:4) und die Schweiz (1:2).

## Trainer
In der Saison 1955/56 wurde er zum Nachfolger des Argentiniers Norberto Yácono als Cheftrainer seines Exvereins verpflichtet, den er bis zum Ende der folgenden Saison 1956/57 trainierte.
Auch danach gehörte „La Bruja“ Gutiérrez zum Trainerstab des Club América und arbeitete als Assistenztrainer von Fernando Marcos, der zwischen 1958 und 1961 Cheftrainer des Vereins war.

## Erfolge
- Mexikanischer Pokalsieger: 1954